# إل كامبو
إل كامبو (بالإنجليزية: El Campo)‏ هي مدينة أمريكية تقع في ولاية تكساس.تبلغ مساحة هذه المدينة 19.3 (كم²)،ويبلغ عدد سكانها 10945 نسمة حسب إحصاء سنة 2010 م. تشير إحصاءات سنة 2000م بأن الكثافة السكانية في هذه المدينة تقدر بـ(565.9) نسمة/كم2.

## التركيبة السكانية
حدّد مكتب تعداد الولايات المتحدة بيانات التركيبة السكانية لإل كامبو في تعداد الولايات المتحدة. في ما يلي، التركيبة السكانية حسب تعدادي 2000 و2010.

### تعداد عام 2000
بلغ عدد سكان إل كامبو 10,945 نسمة بحسب تعداد عام 2000، وبلغ عدد الأسر 3,931 أسرة وعدد العائلات 2,810 عائلة مقيمة في المدينة. في حين سجلت الكثافة السكانية 432.1 نسمة لكل كيلومتر مربع (1,119.1/ميل2). وبلغ عدد الوحدات السكنية 4,312 وحدة بمتوسط كثافة قدره 170.2 لكل كيلومتر مربع (440.8/ميل2).
وتوزع التركيب العرقي للمدينة بنسبة 69.07% من البيض و11.88% من الأمريكيين الأفارقة و0.33% من الأمريكيين الأصليين و0.28% من الأمريكيين ذوي الأصول الآسيوية و0.01% من سكان جزر المحيط الهادئ و16.66% من الأعراق الأخرى و1.77% من عرقين مختلطين أو أكثر و38.68% من الهسبانيون أو اللاتينيون من أي عرق.
بلغ عدد الأسر 3,931 أسرة كانت نسبة 41.7% منها لديها أطفال تحت سن الثامنة عشر تعيش معهم، وبلغت نسبة الأزواج القاطنين مع بعضهم البعض 53.1% من أصل المجموع الكلي للأسر، ونسبة 13.5% من الأسر كان لديها معيلات من الإناث دون وجود شريك، بينما كانت نسبة 4.9% من الأسر لديها معيلون من الذكور دون وجود شريكة وكانت نسبة 28.5% من غير العائلات. تألفت نسبة 25.8% من أصل جميع الأسر من عدة أفراد يعيشون في نفس المنزل ونسبة 14.4% كانت تتألف من شخص يعيش بمفرده يبلغ من العمر 65 عاماً أو أكثر. وبلغ متوسط حجم الأسرة المعيشية 2.74، أما متوسط حجم العائلات فبلغ 3.31.
بلغ العمر الوسطي للسكان 34.1 عاماً. وكانت نسبة 30.1% من القاطنين تحت سن الثامنة عشر، وكانت نسبة 9.5% بين الثامنة عشر والرابعة والعشرين عاماً، ونسبة 26% كانت واقعةً في الفئة العمرية ما بين الخامسة والعشرين والرابعة والأربعين عاماً، ونسبة 19.2% كانت ما بين الخامسة والأربعين والرابعة والستين، ونسبة 13.6% كانت ضمن فئة الخامسة والستين عاماً فما فوق. يوجد لكل 100 أنثى 93.0 ذكر، ويوجد لكل 100 أنثى في الثامنة عشر من عمرها فما فوق 88.0 ذكر.
بلغ متوسط دخل الأسرة في المدينة 30,694 دولارًا، أما متوسط دخل العائلة فبلغ 35,155 دولارًا. وكان متوسط دخل الذكور 27,416 دولارًا مقابل 18,872 دولارًا للإناث. وسجل دخل الفرد الخاص بالمدينة 14,464 دولارًا. وكانت نسبة 16.5% من العائلات ونسبة 20.1% من السكان تحت خط الفقر، وكان من هؤلاء نسبة 27.6% تحت سن الثامنة عشر ونسبة 17.1% في الخامسة والستين من العمر وما فوق.

### تعداد عام 2010
بلغ عدد سكان إل كامبو 11,602 نسمة بحسب تعداد عام 2010، وبلغ عدد الأسر 4,140 أسرة وعدد العائلات 2,928 عائلة مقيمة في المدينة. في حين سجلت الكثافة السكانية 458 نسمة لكل كيلومتر مربع (1,186.2/ميل2). وبلغ عدد الوحدات السكنية 4,491 وحدة بمتوسط كثافة قدره 177.3 لكل كيلومتر مربع (459.2/ميل2).
وتوزع التركيب العرقي للمدينة بنسبة 76.10% من البيض و10.89% من الأمريكيين الأفارقة و0.28% من الأمريكيين الأصليين و0.50% من الأمريكيين ذوي الأصول الآسيوية و0.01% من سكان جزر المحيط الهادئ و10.51% من الأعراق الأخرى و1.72% من عرقين مختلطين أو أكثر و46.97% من الهسبانيون أو اللاتينيون من أي عرق.
بلغ عدد الأسر 4,140 أسرة كانت نسبة 39.4% منها لديها أطفال تحت سن الثامنة عشر تعيش معهم، وبلغت نسبة الأزواج القاطنين مع بعضهم البعض 48.4% من أصل المجموع الكلي للأسر، ونسبة 16.6% من الأسر كان لديها معيلات من الإناث دون وجود شريك، بينما كانت نسبة 5.7% من الأسر لديها معيلون من الذكور دون وجود شريكة وكانت نسبة 29.3% من غير العائلات. تألفت نسبة 25.4% من أصل جميع الأسر من عدة أفراد يعيشون في نفس المنزل ونسبة 13% كانت تتألف من شخص يعيش بمفرده يبلغ من العمر 65 عاماً أو أكثر. وبلغ متوسط حجم الأسرة المعيشية 2.77، أما متوسط حجم العائلات فبلغ 3.32.
بلغ العمر الوسطي للسكان 34.1 عاماً. وكانت نسبة 29.3% من القاطنين تحت سن الثامنة عشر، وكانت نسبة 8.8% بين الثامنة عشر والرابعة والعشرين عاماً، ونسبة 24% كانت واقعةً في الفئة العمرية ما بين الخامسة والعشرين والرابعة والأربعين عاماً، ونسبة 23.7% كانت ما بين الخامسة والأربعين والرابعة والستين، ونسبة 14.2% كانت ضمن فئة الخامسة والستين عاماً فما فوق. وتوزع التركيب الجنسي للسكان بنسبة 48% ذكور و52% إناث.

## أعلام
- جوي هنت
- بيل والاس
- ويليام بيل
- دوبي كرايغ
- جيف تشانس